# Dendrochilum malindangense
Dendrochilum malindangense är en orkidéart som beskrevs av Oakes Ames. Dendrochilum malindangense ingår i släktet Dendrochilum och familjen orkidéer. Inga underarter finns listade i Catalogue of Life.